# Филиппины на летних Олимпийских играх 1992
Филиппины принимали участие в Летних Олимпийских играх 1992 года в Барселоне (Испания) в пятнадцатый раз за свою историю, и завоевали одну бронзовую медаль. Сборную страны представляло 26 спортсменов, в том числе 2 женщины.

## Бронза
- Бокс, мужчины — Роэль Веласко.